# スカイラーク (カナダのバンド)
スカイラーク（Skylark）はカナダのブルー・アイド・ソウルのグループ。
ロニー・ホーキンスのバックバンドのメンバーらにより結成され、1972年にキャピトル・レコードからデビュー。1973年のヒット曲『ワイルドフラワー』は全米で100万枚を超える売り上げを記録した。しかし後が続かず、バンドは1974年に解散した。その後キーボーディストのデイヴィッド・フォスターはセッション・ミュージシャンとして活動し、1970年代後半から80年代にかけて、著名な音楽プロデューサー、作曲家となった。
『ワイルドフラワー』は、ソウルのニュー・バースのカバーがよく知られている。他にもオージェイズやケニー・ロジャースなど多くのアーティストにカバーされている。また林哲司が作曲した上田正樹のヒット曲『悲しい色やね』は、この曲との類似性が指摘されている。
なお、このカナダのスカイラークと、イタリアの同名のヘヴィメタルバンドのスカイラークとはまったく関係がない。